# Gebhard Himmler

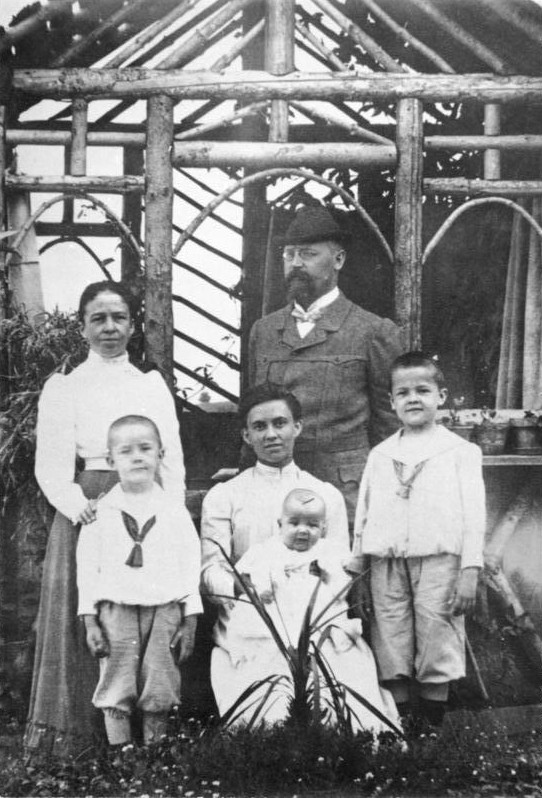
Gebhard Himmler mit seiner Ehefrau und seinen Kindern, vor 1907

Joseph Gebhard Himmler (* 17. Mai 1865 in Lindau (Bodensee); † 29. Oktober 1936 in München) war ein deutscher Lehrer. Er war Oberstudiendirektor, Pädagoge und Germanist, zudem der Vater von Heinrich Himmler. Sein ehemaliger Schüler Alfred Andersch schrieb 1980 die autobiographische Erzählung Der Vater eines Mörders, die eine „schicksalhafte“ Schulstunde im Jahr 1928 mit Gebhard Himmler als Schulleiter schildert.

## Leben

### Herkunft und Familie
Gebhard Himmler war Sohn des Staatsbeamten Konrad Clemens Himmler (* 1809; † 1872) und der Agathe Rosina Himmler, geb. Kiene (* 1833; † Juli 1916). Durch eine frühere Heirat seines Vaters hatte er einen Halbbruder, Konrad Himmler (* 1847; † unbekannt). Am 22. Juli 1897 heiratete er Anna Maria Heyder (* 16. Januar 1866; † 10. September 1941). Das Ehepaar hatte drei Kinder, nämlich, Gebhard Ludwig (* 1898; † 1982), Heinrich (* 1900; † 1945) und Ernst Himmler (1905; † 1945).

### Schulische Ausbildung und Studium
Durch Anstrengungen seiner Mutter konnte er trotz des frühen Tods des Vaters bis Oktober 1878 die Lindauer Lateinschule und das Internat und Gymnasium in Neuburg an der Donau besuchen. Anschließend studierte er an der Universität München für sechs Semester Germanistik und Klassische Philologie bis zum erfolgreichen Staatsexamen im Jahr 1888. Seit 1884 gehörte Himmler der schwarzen Studentenverbindung Apollo München (seit 1933 Münchener Burschenschaft Apollo) an, der er zeitlebens als Alter Herr verbunden blieb.

### Beruflicher Werdegang
Nach dem Studium wirkte er als Privaterzieher an zahlreichen hochrangigen Adelshäusern, darunter bei einer Exzellenz von Baeyer, bei einem Baron von Bassus, Baron Lamezan in St. Petersburg und schließlich 1890 als persönlicher Erzieher des Prinzen Heinrich von Bayern. Die Erziehung und persönliche Entwicklung des Prinzen übernahm Himmler bis 1897 parallel zu verschiedenen befristeten Hilfslehreranstellungen an Münchner Gymnasien. 1894 wurde er als Gymnasialassistent am Wilhelmsgymnasium in München aufgenommen und 1897 zum Gymnasiallehrer ernannt. Nach seiner Heirat mit Anna Heyder zog das Ehepaar in die Münchner Hildegardstraße. Für das zweite Kind, Heinrich, übernahm Himmlers früherer Zögling Prinz Heinrich die Patenschaft. Es folgte der Umzug in die Liebigstraße.
Im Sommer 1902 trat Gebhard eine Stelle am Humanistischen Gymnasium in Passau an. Im Februar 1903 erkrankte sein Sohn Heinrich schwer, woraufhin Heinrich gemeinsam mit der Mutter und dem Bruder zur Erholung nach Wolfegg im Allgäu geschickt wurde. Wegen der Gesundheitsprobleme des Sohns, die angeblich vom ungünstigen Passauer Klima verursacht waren, wechselte Himmler 1904 von Passau ans Ludwigsgymnasium in München und bezog mit der Familie eine Wohnung in der Münchner Amalienstraße 86.
Nach Einschulung seiner beiden Kinder, welche exzellente Noten erhielten, übernahm er am 11. Januar 1908 den Vorsitz der Gymnasiallehrer-Vereinigung München. Im Herbst 1913 wurde er Konrektor am humanistischen Gymnasium in Landshut. Dadurch verlor der Sohn Gebhard Ludwig den Kontakt zu einem wichtigen, gleichaltrigen Freund, Carl Oskar von Soden, ein entfernter Verwandter des bayerischen Innenministers Freiherr Maximilian von Soden-Fraunhofen und späterer Widerstandskämpfer gegen den Nationalsozialismus.
Nach Ausbruch des Ersten Weltkriegs nahm die Position des Konrektors ihn völlig in Anspruch. Am 1. Juni 1919 wurde Gebhard Himmler zum Rektor des humanistischen Gymnasiums in Ingolstadt ernannt. Von 1922 bis zur Pensionierung im Jahr 1930 war er Direktor des Wittelsbacher-Gymnasiums in München.
Gebhard Himmler und seine Frau konnten 1933 trotz einer eigentlich geltenden Aufnahmesperre mit Sondergenehmigung in die NSDAP eintreten, zum 1. November desselben Jahres wurde er aufgenommen (Mitgliedsnummer 1.884.254).
Gebhard Himmler starb 1936 im Alter von 71 Jahren in München.

## Grabstätte

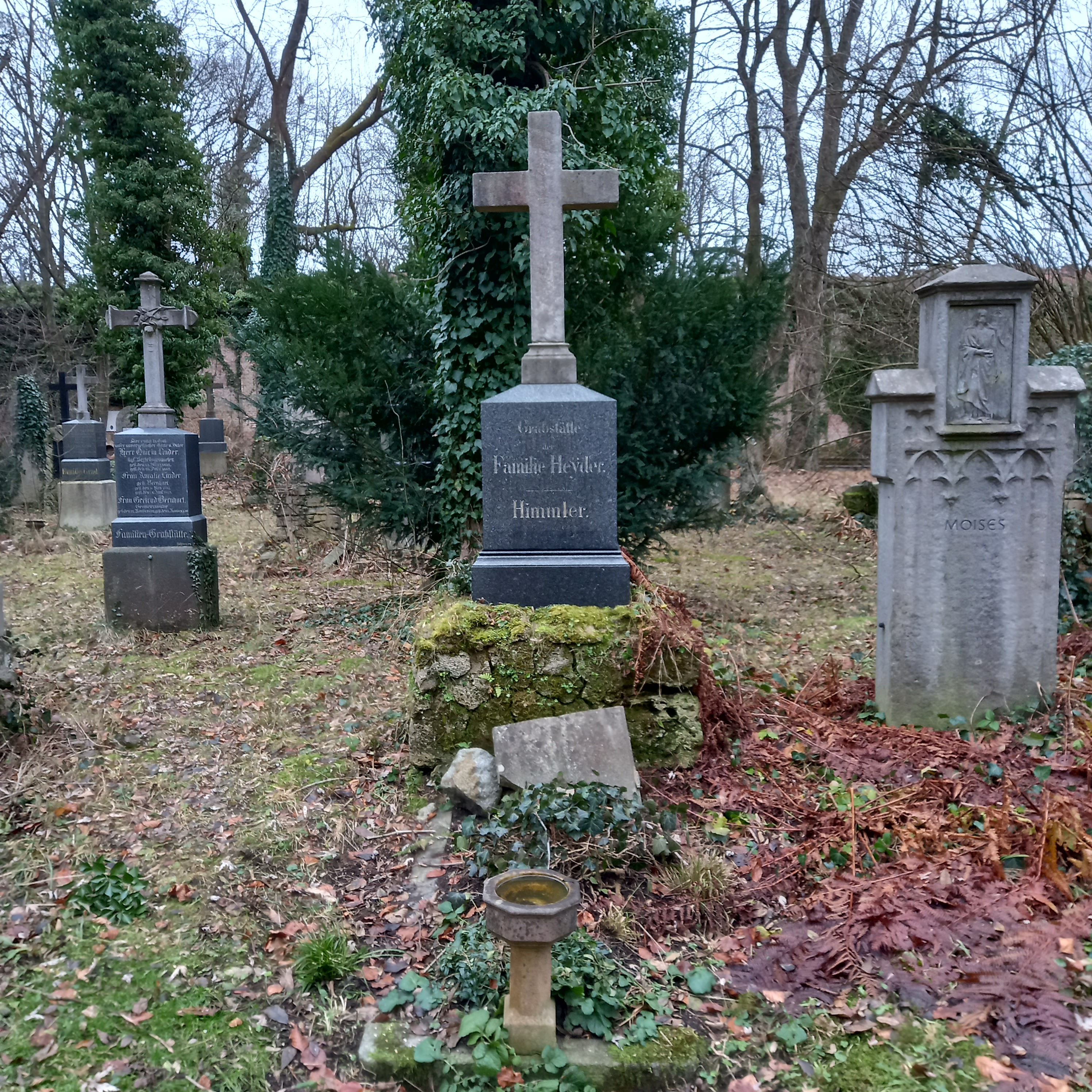
Das Grab von Gebhard Himmler und seiner Ehefrau Anna geborene Heyder im Familiengrab auf dem Alten Südlichen Friedhof in München

Die Grabstätte von Gebhard Himmler befindet sich auf dem Alten Südlichen Friedhof in München.